# Aradia
Aradia ist ein Name mit verschiedenen Bedeutungen in den Bereichen Wicca, Neopaganismus und Stregheria. Die Herkunft des Namens ist unklar sowie eine Verwendung des Namens früher als vor 1899 nicht nachweisbar.

## Aradia bei Leland

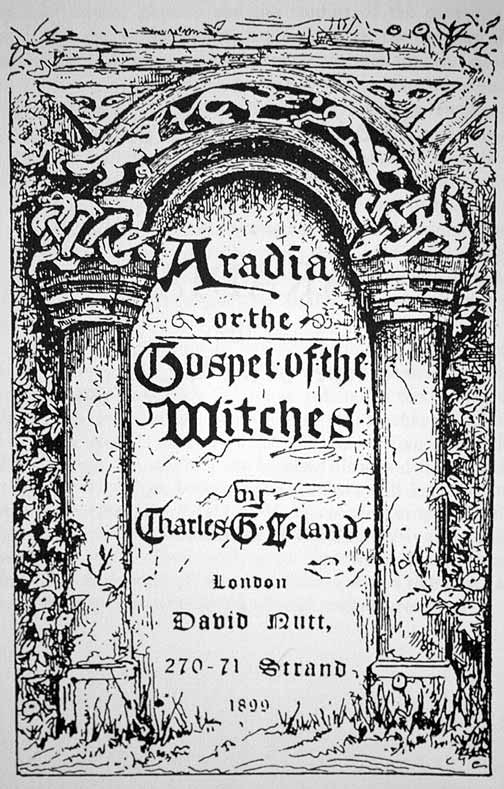
Titelseite der Originalausgabe von Aradia, or the Gospel of the Witches

Charles Godfrey Leland veröffentlichte 1899 das Buch "Aradia, or the Gospel of the Witches" (Aradia – Die Lehren der Hexen). In diesem Werk ist Aradia die messianische Tochter der römischen Göttin Diana und des römischen Gottes Luzifer, die auf die Erde entsandt wurde, um die Lehren der Hexen zu verbreiten. Lelands Schlüssel zur Mond- und Schattenwelt der italienischen Hexen war seine von 1886 andauernde Freundschaft mit Maddalena, einer florentinischen Wahrsagerin und Magierin. Durch Maddalena erhielt er das Manuskript für sein Buch, das die Details einer bislang unentdeckten religiösen Hexentradition in der Toscana enthielt. Gemäß Lelands Buch gebar Diana durch einen Zeugungsakt mit ihrem Bruder Luzifer eine Tochter, die den Namen Aradia erhielt. Diana schickte ihre Tochter auf die Erde, um den versklavten, unterdrückten Frauen und Männer die Hexerei zu lehren. Sie wurde die erste Hexe, die Königin der Hexen. Sie versprach den Menschen Freiheit von Sklaverei und damit auch allgemeine Freiheit. Nach ihren Unterweisungen kehrte sie wieder zu ihrer Mutter zurück, aber ihre magischen Kräfte sind auf der Erde noch wirksam und können bei Ritualen und Anrufungen genutzt werden.
Leland war überzeugt, dass der Name Aradia auf die römische oder etruskische Göttin Herodias (nicht zu verwechseln mit der Herodias des Neuen Testaments) zurückzuführen sei. Herodias wiederum sei der Name der noch älteren Göttin Lilith. Leland bezieht sich hierbei auf den Canon episcopi.
Der Historiker Ronald Hutton kam in seinem Buch Triumph of the Moon zur Überzeugung, das Leland´s Identifikation der Aradia mit Herodias wiederum auf die Arbeit von Jules Michelet in Satanism and Witchcraft zurückzuführen sei.
Sabina Magliocco sieht eine Verbindung zwischen der italienischen Erodiade (Herodias), dem Kult der Herodias und Aradia.
Im Buch Ecstascies – Deciphering the Witches’ Sabbath entwickelt Carlo Ginzburg eine Theorie, wie der Name Aradia entstanden sein könnte. Aus dem Namen der Göttin Hera und Diana entwickelte sich der Name „Heradiana“, dann „Herodiana“, daraus „Herodias“, dann „Erodiade“ und daraus „Aradia“.

## Aradia im Wicca und Neopaganismus
Einige Wicca-Traditionen, insbesondere die Gardenische, benutzen den Namen Aradia zur Anrufung der Göttin. Die Herkunft des Namens geht zurück auf Leland, welcher Aleister Crowleys Werke beeinflusste und dieser wiederum das Wirken von Gerald Brousseau Gardner, dem Begründer der Religion Wicca. Die Bezeichnung Aradia ist auch bekannt als der geheime Name der Göttin, da er meist nur für Anrufungen verwendet wird, in schriftlicher Form, wie beispielsweise im Buch der Schatten, aber nicht vorkommt.

## Aradia im Stregheria
Strega ist das italienische Wort für Hexe. Stregheria folgt einer Glaubensrichtung, die ihren Ursprung in Italien hat und mit einer Frau namens Aradia begann. Raven Grimassi veröffentlichte 1981 ein Buch mit dem Titel The Book of the Holy Strega, das die Stregheria-Praktiken und Unterweisungen erläutert und Aradia als die Begründerin der Stregheria vorstellt. In seinem 1995 veröffentlichten Buch Ways of the Strega argumentiert er, dass Leland nur eine verdrehte Version der Geschichte von Aradia veröffentlicht habe und es eine wirkliche Existenz einer Frau namens Aradia di Toscano im 14. Jahrhundert in der Toscana gegeben habe; eine Frau namens Aradia di Toscano, die 1313 in Norditalien in der Stadt Volterra geboren wurde, in Oberitalien als weiblicher Messias predigte und später in das Gebiet des heutigen Serbiens floh.
Der italienische Inquisitor Bernardo Rategno ist aufgrund seiner Auswertung vorhandener Inquisitionsakten von Hexenprozessen in seinem Werk "Tractatus de Strigibus" (geschrieben 1508) überzeugt, dass sich rund 150 Jahre vor seiner Zeit (also etwa 1350) eine Hexensekte gebildet hatte, die sich sehr schnell ausgebreitet haben muss.
Im Buch "Ecstascies – Deciphering the Witches’ Sabbath" schreibt Carlo Ginzburg über eine heidnische Sekte der "Calusari", deren Mitglieder im 16. und 17. Jahrhundert in Serbien eine mystische Kaiserin namens "Arada" oder "Irodeasa" verehrt haben.
Im späten 12. Jahrhundert schrieb der Abt von Corazzo, Joachim de Flora bzw. Joachim von Fiore einen prophetischen Text über ein neues Zeitalter, welchen er 1200 dem Papst zur Genehmigung vorlegte: „Das Zeitalter des Alten Testaments war unter dem direkten Einfluss von Gott dem Vater. Mit dem Erscheinen Christi begann das Zeitalter von Gottes Sohn. Nun sei das Zeitalter des heiligen Geistes angebrochen. Niemand müsse sich mehr auf den Glauben verlassen, sondern nur noch auf Wissen und Kenntnis, auf Ursache und Wirkung.“ Seine Schriften hatten einen großen Einfluss auf die religiösen Gedanken im Mittelalter gehabt.
Als Folge davon gab es in Mailand bereits um 1300 die von der böhmischen Königstochter Wilhelmina (italienisch „Gugliema“) begründete Sekte der "Guglielmiten" (auch als Vilemiten bezeichnet), die daran glaubten, dass Gugliema die Wiedergeburt des heiligen Geistes sei und eine Kirche mit einem weiblichen Papst und weiblichen Kardinälen errichtet werden müsste. [Den Verhörsakten des Jahres 1300 ist zu entnehmen, dass ein der Sekte angehöriger Priester, Mirano, aussagte, er und andere Mitglieder hätten ein Bild ihrer Gründerheiligen Guglielma, die als Inkarnation des Heiligen Geistes verehrt wurde, malen lassen. Da dies verboten war, gaben sie es als ein Bildnis der Katharina von Alexandrien in Auftrag.]
Guglielma war in Wirklichkeit die Prinzessin Vilemína Blažena, Tochter des böhmischen Königs. Sie war 1210 geboren, tauchte etwa um 1260 bis 1270 in Mailand auf und verstarb am 24. August 1281 in Mailand. Sie hatte Verehrer sowohl von der Familie der Visconti als auch der Familie der Torriani, zwei damals reiche, aber untereinander verfeindete Familien. Zwischen beiden Familien wirkte sie als Friedenstifterin. Zeitgleich gab es vor Ort eine prominente häretische Sekte (Schwestern des freien Geistes), die die Lehren des Joachim de Flora predigten und von der die Prinzessin vermutlich beeinflusst und geprägt wurde.
Guglielmas oberster Anhänger, ein Mann namens Andreas Saramita, war der Schriftführer und Chef-Theologe der Sekte und berichtete, dass Guglielma von Mailand vor ihrem Tod den Anspruch auf Göttlichkeit als weiblicher Christus erhoben hat. Maifreda da Pirovano, Kusine des Matteo Visconti, war nach Guglielmas Tod das Oberhaupt der Guglielmiten-Sekte. Maifreda wurde von den Guglielmiten als „Päpstin“ verehrt. Andreas Saramita, Maifreda da Pirovano, Giacoma dei Bassani sowie der Leichnam der Guglielma wurden 1300 auf dem Scheiterhaufen verbrannt. Der Sekte gehörten mindestens 50 Mitglieder beiderlei Geschlechts an. Innerhalb der Sekte gab es für damalige Verhältnisse ein ungewöhnliches soziales Leben. Frauen und Männer waren gleichberechtigt, es gab auch keine Ausgrenzungen aufgrund von Armut oder sozialem Stand. So waren zum Beispiel Galeazzo Visconti, Sohn des Herrschers Mitglied als auch eine arme Näherin namens Taria oder die Dienstmagd Bianca Mitglieder. Alle sollten sich als Mitglied einer großen Familie fühlen. Zu Ehren und zur Erinnerung der Guglielma wurden regelmäßig gemeinsame Essen veranstaltet.
Alle Angaben über die Guglielmiten stammen weitgehend aus dem (unvollständigen) Impreviaturbuch (Protokollbuch der Inquisition) des mailändischen Notars Beltramus Salvagnius. Aufgrund des Prozessverlaufs und der Protokollführung liegen Indizien vor, dass die Folter zur Anwendung kam, dadurch sind grundsätzlich Zweifel an den Protokollaussagen angebracht. Ob diese Sekte wirklich eine freigeistige urchristliche Sekte war oder aber eine paganistische Gruppe (Guglielma als die Begründerin der Stregheria nach Raven Grimassi) mit nach außen hin christlicher Tarnung lässt sich derzeit nur spekulieren, solange nicht neues Material zur Verfügung steht.
Aufgrund all dieser Fragmente ist es durchaus möglich, dass um 1300 in Oberitalien eine Frau lebte und wirkte, die neue soziale und religiöse Ideen predigte und von ihren Anhängern wie eine Göttin auch über den Tod hinaus verehrt wurde. Über die Jahrhunderte hinweg vermischten sich die Spuren ihres Namens (Arada, Irodeasa, Aradia, Guglielma), zurück blieben nur die sozialen und religiösen Ideen, die anscheinend im Untergrund durch mündliche Überlieferungen weitergereicht wurden.

## Zitate, Anmerkungen
1. ↑  Ronald Hutton: Triumph of the Moon. In: Oxford University Press. 2000, ISBN 0-500-27242-5.
2. ↑  Sabina Magliocco: Who Was Aradia? The History and Development of a Legend. In: Pomegranate: The Journal of Pagan Studies. 2002.
3. ↑  Starhawk: The Spiraldance: A Rebirth of the Ancient Religion of the Goddess. 2. Auflage. HarperOne, New York 1999, ISBN 0-06-251632-9.
4. ↑  Evelyn Chamrad: Der Mythos vom Verstehen: ein Gang durch die Kunstgeschichte unter dem Aspekt des Verstehens und Nichtverstehens in der Bildinterpretation. In: Inaugural-Dissertation zur Erlangung des akademischen Grades eines Doktors der Philosophie (Dr. phil.) durch die Philosophische Fakultät der Heinrich-Heine-Universität Düsseldorf. 2001 (uni-duesseldorf.de [PDF]).